# Ерік Буасс
Ерік Буасс (фр. Philippe Boisse, нар. 14 березня 1980, Кліші, Франція) — французький фехтувальник на шпагах, олімпійський чемпіон (2004 рік), триразовий чемпіон світу, чемпіон Європи.

## Виступи на Олімпіадах
| Олімпіада  | Дисципліна          | Місце |
| ---------- | ------------------- | ----- |
| Афіни 2004 | індивідуальна шпага | 4     |
| Афіни 2004 | командна шпага      | 1     |